# Верблюд (гора)
Верблю́д — останцовая магматическая (палеовулканическая) гора в Пятигорье, на Кавказских Минеральных Водах. Высота 885 м. Памятник природы.
Первые поселения известны со времён западноевропейских колонистов (начало XIX в.), когда в окрестностях горы поселились итальянские (хутора Верблюдогорка и Калаборка) и немецкие (Темпельгоф — село Прикумское, винсовхоз и винзавод «Бештау») виноделы.
Расположена на северо-западе Пятигорья, севернее хутора Верблюдогорка и в 3 км южнее села Орбельяновки.
Имеет две вершины, напоминающие двугорбого верблюда. Северо-западная вершина (высотой 885 м) остроконечная, юго-восточная (высотой 803 м) — имеет форму усечённого конуса с кратерообразной выемкой. В плане имеет форму вытянутого к северо-западу овала площадью около 6 км².
Обе вершины сложены бештаунитами, которые прорывают эоценовые мергели, известняки и аргиллиты, развитые в нижней части склонов. В недрах горы, в пластах меловых отложений, скважинами вскрыты сульфатно-гидрокарбонатные и хлоридно-гидрокарбонатные натриевые воды с минерализацией 1—6 г/л. По лечебным свойствам они близки к минеральным водам расположенного северо-западнее Нагутского месторождения и входят в резерв бальнеологических ресурсов курортов Кавминвод.
На горе произрастает лесная, луговая и степная растительность с реликтовыми фитоассоциациями. В древостое преобладают граб кавказский, ясень обыкновенный, дубы черешчатый и скальный. В подножье южного склона сохранились фрагменты целинной дерновинной злаково-разнотравной степи. Вершины покрыты кустарниковыми лугами с шиповником колючейшим и таволгой городской. Из редких растений встречаются: разные виды ковыля, пион узколистный, горицвет весенний, ятрышники, пролеска сибирская, мак прицветниковый, катран, ластовень ставропольский, хохлатки Маршалла и кавказские, шафран сетчатый, ирис ненастоящий, габлиция тамусовидная, красавка кавказская. Много ценных лекарственных растений.
На склоне горы Верблюд археологом В. П. Любиным найдены ашельские орудия из роговика.
Является краевым комплексным (ландшафтным) памятником природы (Постановление бюро Ставропольского краевого комитета КПСС и исполкома краевого Совета депутатов трудящихся от 15.09.1961 г. № 676 «О мерах по охране природы в крае»).
Гора и, в частности, минеральные источники и скважины (пробурённые с 1950-х), вместе с источниками Нагутское входят в перспективную (ещё со времён Союза) курортную местность «Нагута».
В конце 90-х — начале 2000-х рассматривался проект строительства нового города-курорта Солнечногорска между горой Верблюд и посёлком Темпельгоф.

## Галерея

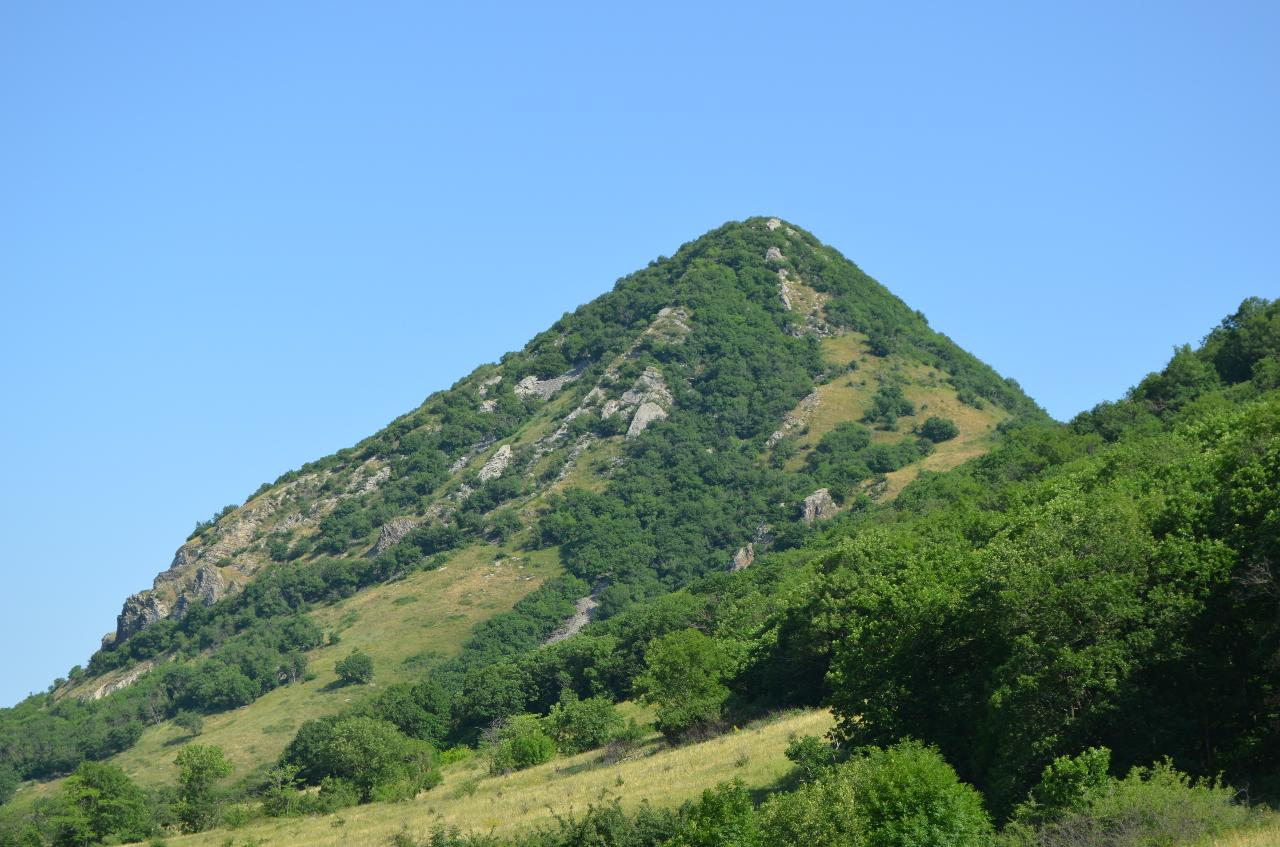
Западная вершина горы Верблюд
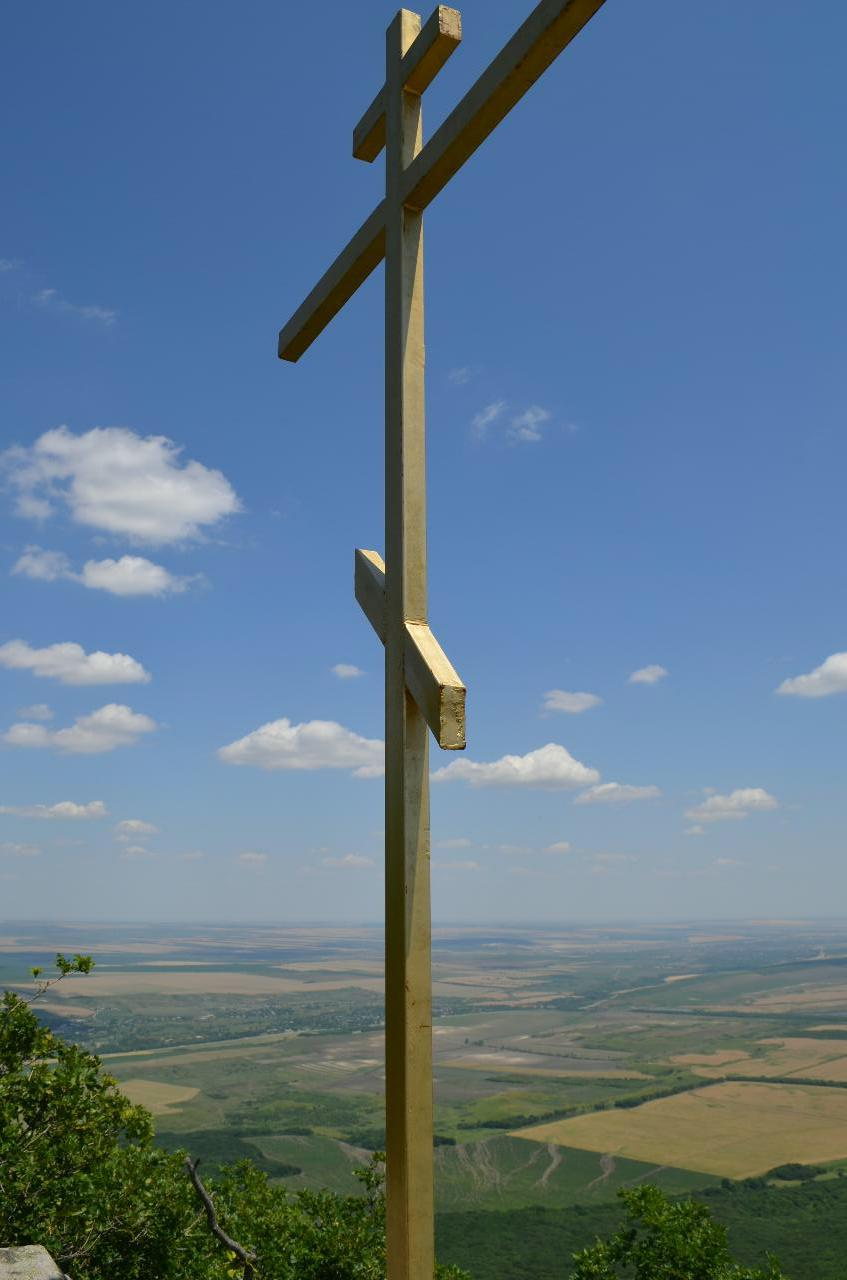
Крест на западной вершине
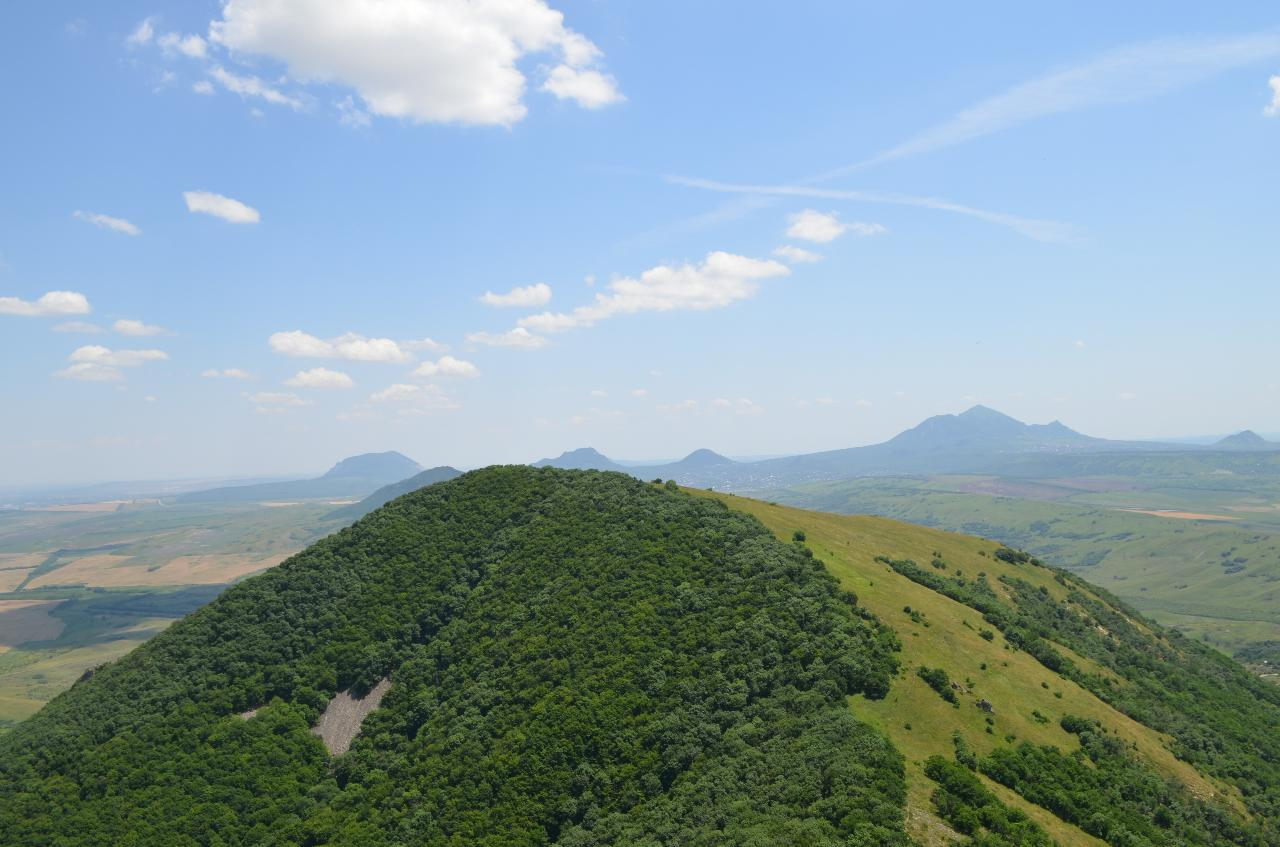
Вид с западной вершины. Видны горы Змейка, Бык, Развалка, Железная, Бештау и Шелудивая. На переднем плане — восточная вершина горы Верблюд
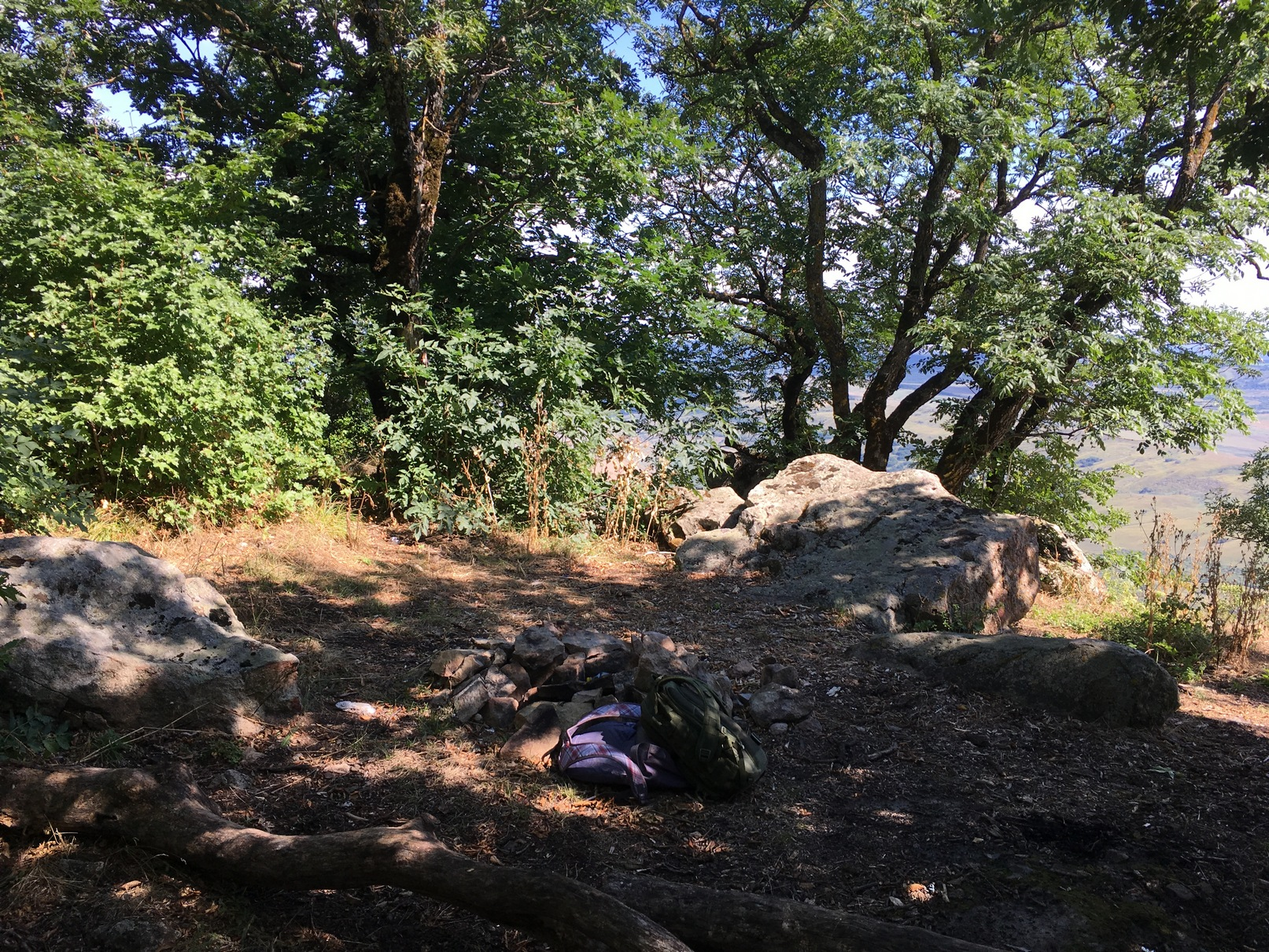
На восточной вершине